# Mały Wołoszyn
Mały Wołoszyn (słow. Kleiner Walachenkopf, słow. Malý Vološín, węg. Kis-Woloszyn) – szczyt o wysokości 2144 m w długiej wschodniej grani Świnicy w polskich Tatrach Wysokich, znajdujący się w grzbiecie Wołoszyna, oddzielającym Dolinę Waksmundzką od Doliny Roztoki.
Szczyt jest pierwszym od zachodu z kilku wierzchołków położonych w grani Wołoszyna. W kierunku północno-zachodnim opada w stronę przełęczy Krzyżne (2112 m). Grzbiet oddziela się od grani Buczynowych Turni i Koszystej w jej okolicach. Zwornikiem nie jest sama przełęcz, lecz trawiasta równinka położona tuż ponad nią, w stronę Małego Wołoszyna. Południowo-zachodnie stoki Małego Wołoszyna opadają do Żlebu pod Krzyżnem, północno-wschodnie do najwyższej części Doliny Waksmundzkiej. Od strony południowo-wschodniej Mały Wołoszyn graniczy z najwyższym punktem grzbietu, Wielkim Wołoszynem (2155 m). Pomiędzy tymi wzniesieniami położona jest Wołoszyńska Szczerbina (ok. 2135 m).
Pierwsze odnotowane wejście: Eugeniusz Janota, Maksymilian Nowicki i przewodnik Maciej Sieczka, 16 sierpnia 1867 r. Pierwsze wejście zimowe: Mieczysław Karłowicz i Roman Kordys, 25 stycznia 1908 r. Oba wejścia miały miejsce podczas drogi z Krzyżnego na Wielki Wołoszyn.
Przez masyw Wołoszyna przeprowadzona została na początku XX wieku przez ks. Walentego Gadowskiego trasa Orlej Perci. Odcinek od Polany pod Wołoszynem do Krzyżnego od wielu lat jest jednak zamknięty, cały masyw Wołoszyna został natomiast objęty ścisłą ochroną i wyłączony z ruchu turystycznego i taternickiego.

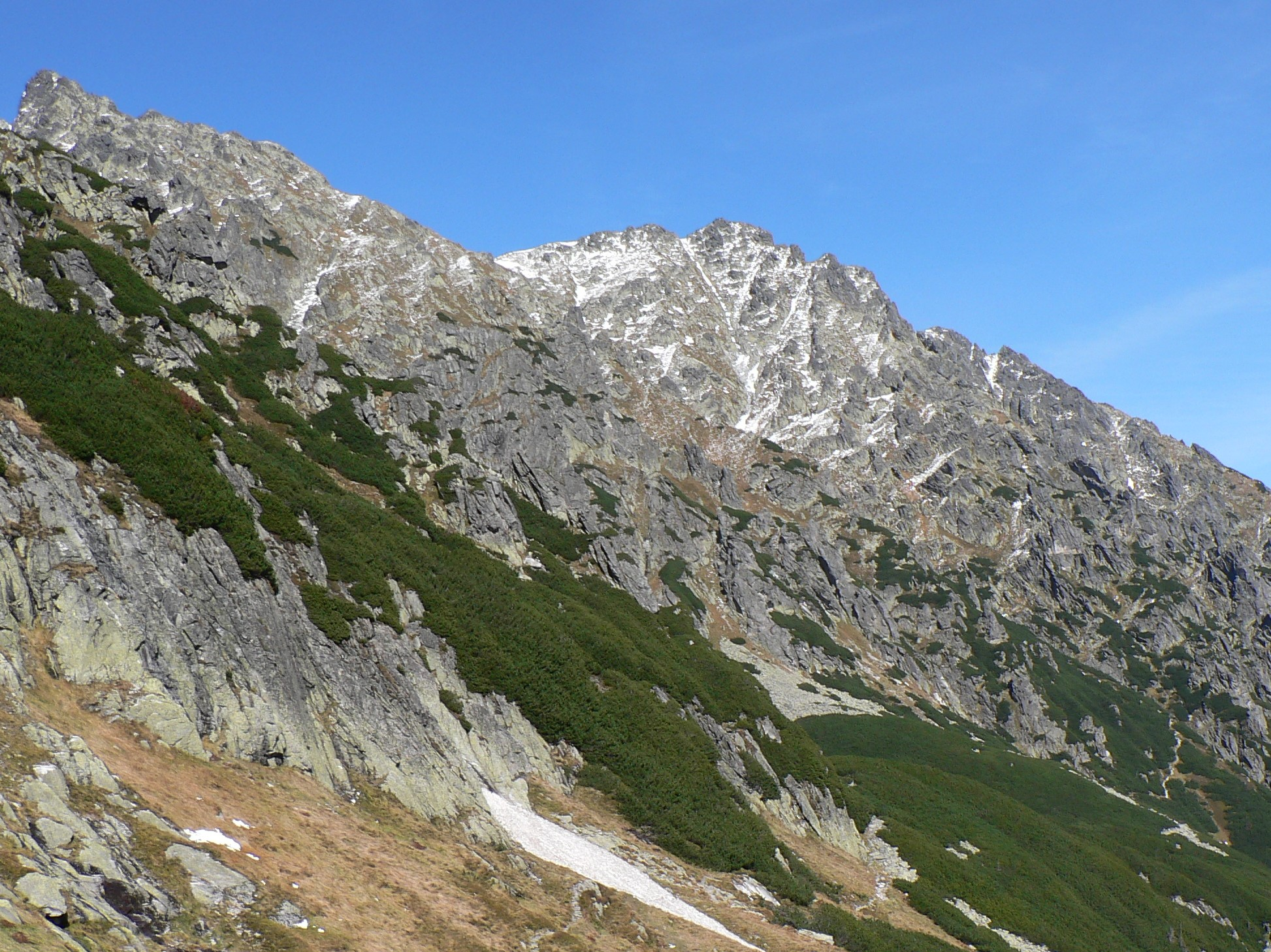
Mały i Wielki Wołoszyn ze szlaku na Krzyżne
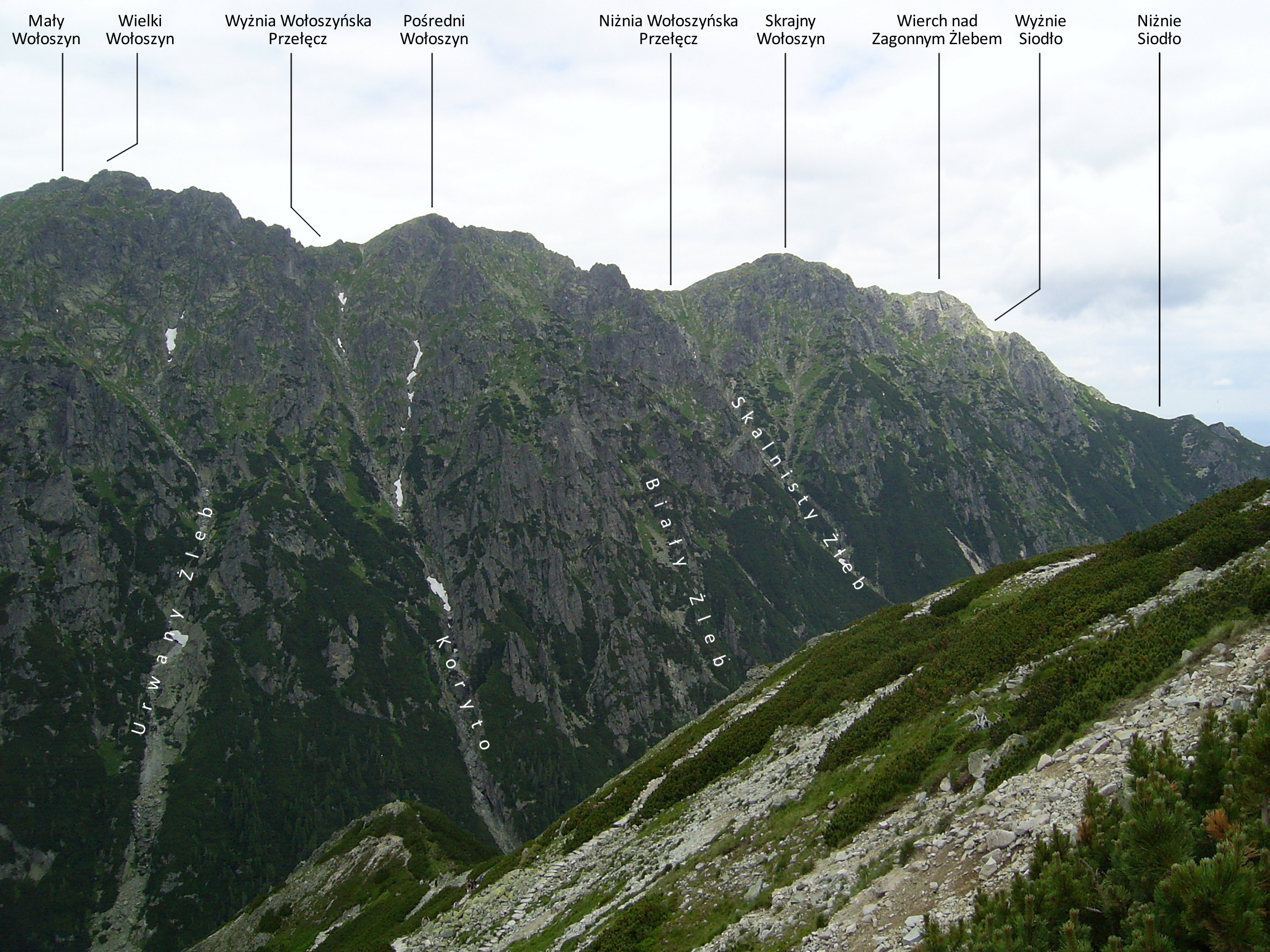
Widok ze Świstowej Czuby
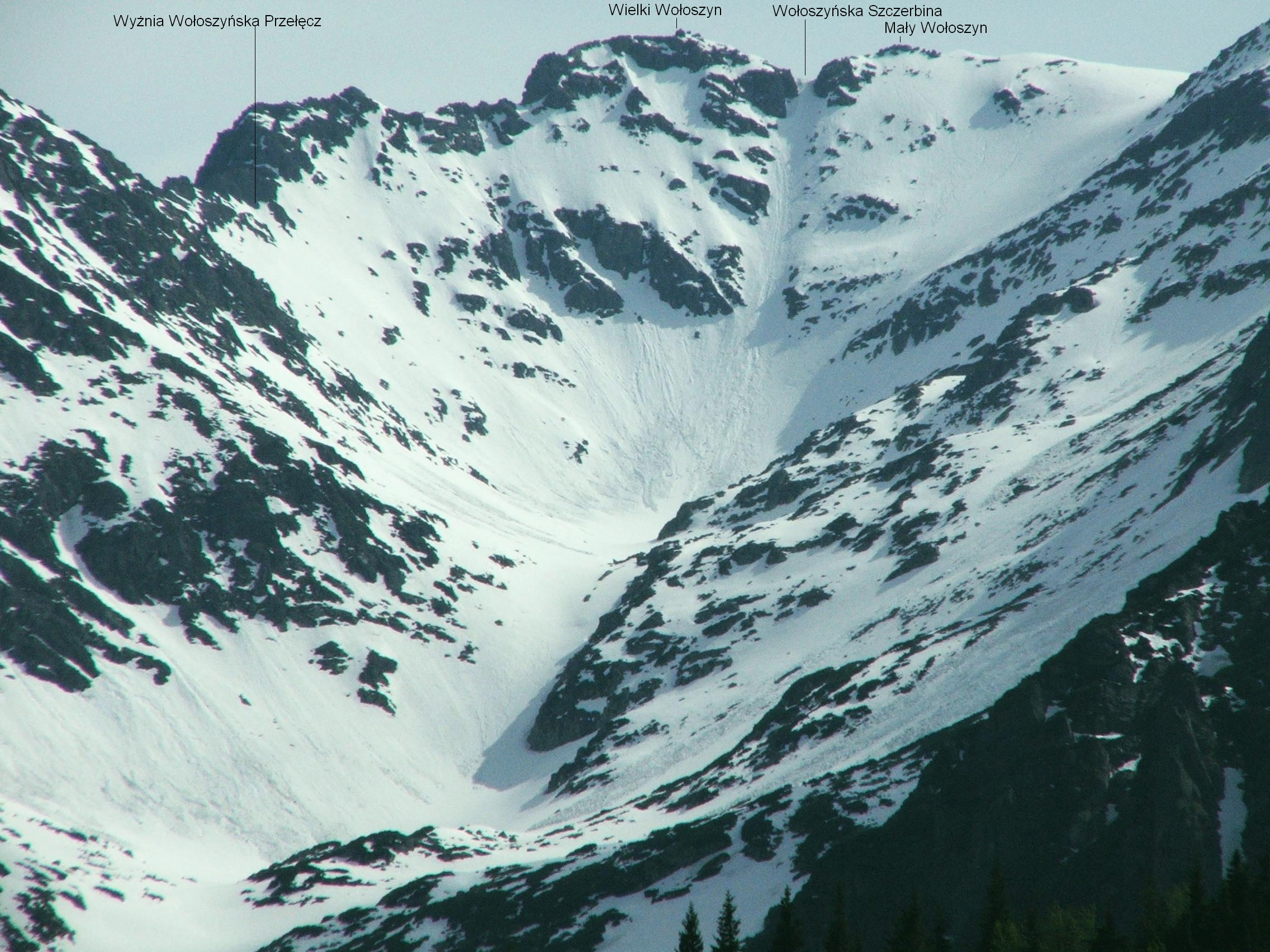
Widok z Gęsiej Szyi